# قرار مجلس الأمن التابع للأمم المتحدة رقم 1965
قرار مجلس الأمن التابع للأمم المتحدة رقم 1965، الذي اتخذ بالإجماع في 22 ديسمبر 2010، بعد النظر في تقرير صادر عن الأمين العام بان كي مون بشأن قوة الأمم المتحدة لمراقبة فض الاشتباك، مدد المجلس ولايتها لمدة ستة أشهر أخرى حتى 30 يونيو 2011.
دعا مجلس الأمن إلى تنفيذ القرار 338 (1973) الذي طالب بإجراء مفاوضات بين الأطراف من أجل تسوية سلمية للوضع في الشرق الأوسط. ورحب بجهود قوة الأمم المتحدة لتنفيذ سياسة الأمين العام المتمثلة في عدم التسامح مطلقا مع الاستغلال والانتهاك الجنسيين.
أخيرًا، طُلب من الأمين العام تقديم تقرير قبل نهاية ولاية القوة بشأن التدابير اللازمة لتنفيذ القرار 338 والتطورات في الوضع. تأسست قوة الأمم المتحدة لمراقبة فض الاشتباك عام 1974 بموجب القرار 350 لمراقبة وقف إطلاق النار بين إسرائيل وسوريا. وأشار تقرير الأمين العام عملاً بالقرار السابق بشأن القوة إلى أن الوضع في الشرق الأوسط لا يزال متوتراً إلى أن يتم التوصل إلى تسوية، حيث شجع الأمين العام استئناف محادثات السلام التي توقفت في كانون الأول / ديسمبر 2008.